# G₂
G2 в математиці — назва трьох простих груп Лі (комплексної, дійсної компактної і дійсної розділеної), пов'язаної з ними алгебри Лі {\displaystyle {\mathfrak {g}}_{2}}, а також кількох алгебричних груп. Є найменшою з п'яти виняткових простих груп Лі, рангом 2 і розмірністю 14, з точними нетривіальними скінченновимірними лінійними представленнями. Всього G2 має два фундаментальних представлення розмірністю 7 і 14, перше з яких відповідає короткому кореню системи коренів G2.
Компактна форма G2 є групою автоморфізмів алгебри октоніонів або підгрупою групи SO(7), що залишає на місці фіксований 8-вимірний спінор (в її спінорному представленні).

## Реализації
Існують 3 прості дійсні алгебри Лі, ассоційовані з даної системою коренів.

## Алгебричні властивості

### Система коренівG2
Незважаючи на те, що кореневі вектори можна розмістити в 2-вимірному просторі, більш симетричним виглядає їх вираження трьома координатами, сума яких дорівнює нулю:
(1,−1,0), (−1,1,0)
(1,0,−1), (−1,0,1),
(0,1,−1), (0,−1,1),
(2,−1,−1), (−2,1,1),
(1,−2,1), (−1,2,−1),
(1,1,−2), (−1,−1,2),
і прості додатні кореневі вектори
(0,1,−1), (1,−2,1).

### Група Вейля/Кокстера
Для алгебры G2 це — група диедра D12 12 порядку.

### Матриця Картана
{\displaystyle {\begin{pmatrix}2&-3\\-1&2\end{pmatrix}}}

### Спеціальні голономії
G2 — одна з тих спеціальних груп, які можуть бути групами голономії ріманової метрики. Многовиди, що мають G2-голономії, називаються G2-многовидами.